# 岡田奈奈 (1959年)
岡田奈奈（日语：岡田 奈々，1959年2月12日—），偶像歌手出身的日本女演員，岐阜縣岐阜市鏡島人，本名矢井弘子。老家經營絲織品製造的岡田是在就讀鶯谷女子高中一年級時，因參加NET TV（今朝日電視台前身）的選秀節目《你是明星！》第二屆的選拔獲得冠軍，而在1975年（昭和50年）5月10日、時年16歲時在NAV唱片（NAV Records）的支持下發行了首張單曲唱片《獨腳戲》（ひとりごと），以偶像歌手身份出道。
岡田在出道初期的前幾年（1975年 - 1980年）主要是以偶像歌手身份活動，除了歌唱之外也參與了電視劇與電影的演出。1980年、20歲之後則開始專心演員的工作。岡田曾在1970年代知名的電視劇《前程錦繡》（俺たちの旅）中飾演主角之一的中谷隆夫（田中健 飾）之妹中谷真弓一角。除此之外，岡田也曾發行過16張單曲與多張原創及精選專輯，其中於1976年發行的第四張單曲《青春的坡道》是最為賣座的代表歌曲。亦演過電影新里見八犬傳裡的濱路。

## 寫真影像
- 奈々 in PARIS PART 1 岡田奈々 華麗なる変身（アルタス映像出版 1984年 VHS AL-9802V 30分 ¥9,800）
- 奈々 in PARIS PART 2 岡田奈々 幻想のフォンテンブロー（アルタス映像出版 1984年 VHS AL-9803V 30分 ¥9,800）
- 岡田奈々 PARTY FOR ONE （大陸書房、1989年5月） ISBN 4803320896 （VHSセル、書籍扱い）
- 岡田奈々 炎の伝説  （大陸書房、1989年12月） ISBN 4803325138 （VHSセル、書籍扱い）

## 書籍
- 『奈々の想い』、1976年
- 『奈々の秘密』、講談社、1976年
- 『岡田奈々17歳 奈々のひとりごと』、ペップ出版、1976年
- 『岡田奈々写真集』、愛宕書房、1981年
- 『岡田奈々 / ワニ写真劇場 No.4』、撮影池谷朗、ワニブックス、1983年1月、ISBN 4584200580
- 『岡田奈々写真集 二度目の初恋』、マガジンハウス、2017年